# Дом Кроля

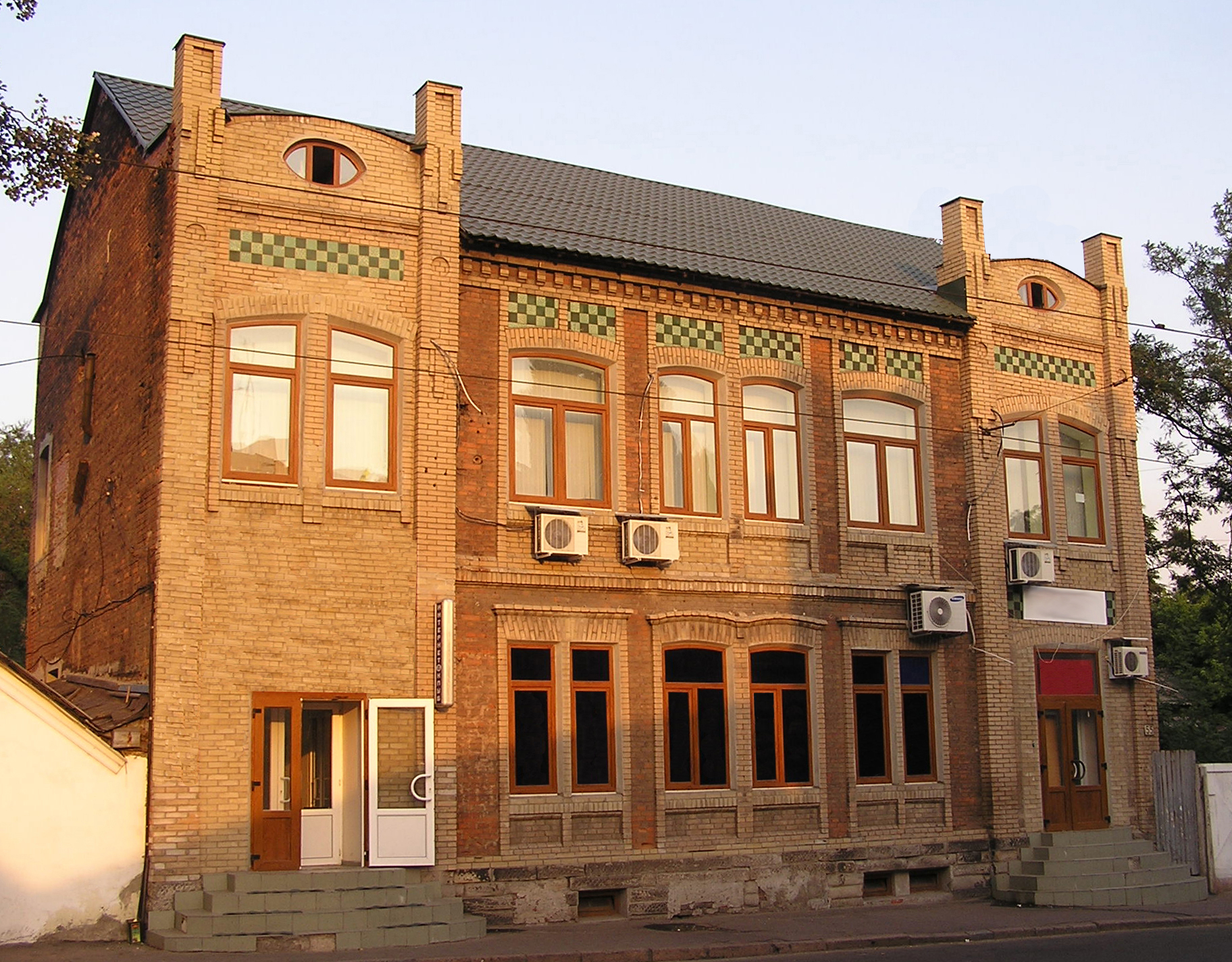
дом Кроля

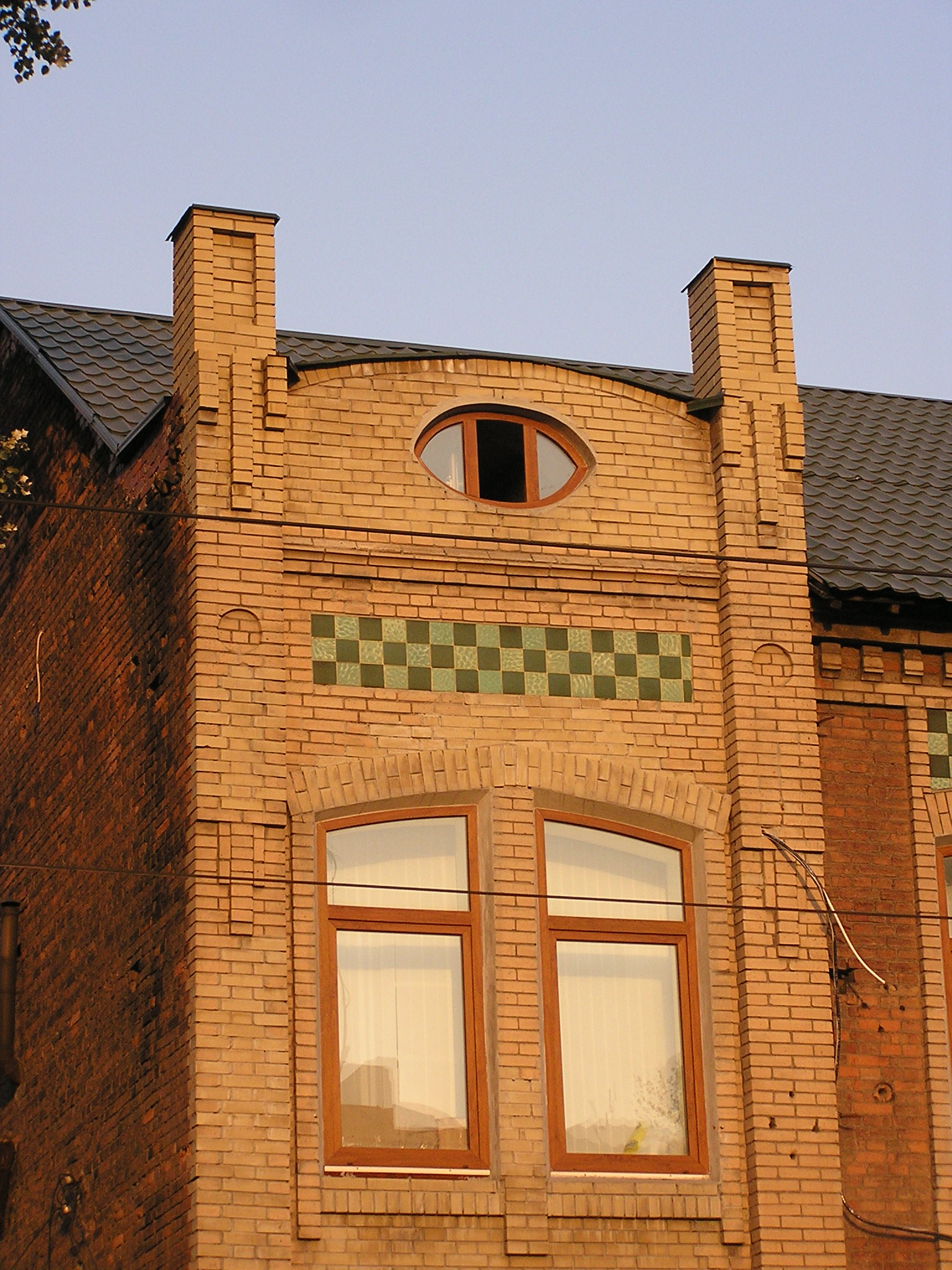
фасад дома Кроля инкрустированный плиткой

Дом Кроля (ул. Постышева, 55) — памятник истории и архитектуры. Построен в Донецке в 1903 году для купца Давида Лазаревича Кроля.
Особняк выполнен в стиле модерн, новом для времени его постройки. Дом Кроля — одно из немногих в Донецке зданий в стиле модерн. В здании два этажа. Давид Кроль торговал облицовочной плиткой, которую производило предприятие в Бобруйске. Этой плиткой инкрустирован фасад дома.
Во дворе находилась печь, на которой Кроль обжигал кирпич, а в подвале хранились бутылки с соляной и серной кислотой на продажу.
Во времена СССР это был жилой дом, который сгорел в годы перестройки, 13 июня 1991 года, и несколько лет стоял в руинах. В дальнейшем особняк был реконструирован. Восстановление дома за свой счёт выполнила предприниматель Лариса Захарова.
В 1980-е годы планировалось включить дом и другие старинные дома этого района в мемориальную часть «Старая Юзовка», но из-за недостатка средств этот проект не был осуществлён.
При строительстве станции «Политехнический институт» донецкого метрополитена дом мог быть разрушен.
Напротив дома Кроля находился двухэтажный купеческий особняк конца XIX — начала XX века, который также планировалось включить в мемориальную часть «Старая Юзовка», но он был разрушен в апреле 2007 года при строительстве торгового центра.